# Чемпионат Европы по самбо 2013
Чемпионат Европы по самбо 2013 года прошёл в городе Крема (Италия) 17-21 мая. В соревнованиях принял участие 231 спортсмен из 29 стран.

## Медалисты

### Мужчины
В соревнованиях по самбо среди мужчин приняли участие 102 спортсмена из 23 стран.
| Весовая категория | Золото                     | Серебро                     | Бронза                                                     |
| ----------------- | -------------------------- | --------------------------- | ---------------------------------------------------------- |
| до 52 кг          | Василий Караулов · Россия  | Тигран Киракосян · Армения  | Джамбулат Ахмадов · Беларусь Андрес Бернард · Германия     |
| до 57 кг          | Ариф Багиров · Беларусь    | Вахтанг Чидрашвили · Грузия | Альберт Монгуш · Россия Ислам Гасымов · Азербайджан        |
| до 62 кг          | Ваэ Тутхалян · Беларусь    | Аслан Мудранов · Россия     | Ушанги Кузанашвили · Грузия Джавидан Гараев · Азербайджан  |
| до 68 кг          | Александр Кокша · Беларусь | Никита Клецков · Россия     | Мартин Иванов · Болгария Анти петери Ринтамаки · Финляндия |
| до 74 кг          | Уали Куржев · Россия       | Дмитрий Бабийчук · Украина  | Каха Мамулашвили · Грузия Яцек Дарюс Кал · Польша          |
| до 82 кг          | Михаил Полянсков · Россия  | Нико Куция · Грузия         | Виктор Савинов · Украина Сергей Ошлобану · Молдова         |
| до 90 кг          | Павел Румянцев · Россия    | Канан Гасимов · Азербайджан | Иван Томасетти · Италия Иван Васильчук · Украина           |
| до 100 кг         | Артём Осипенко · Россия    | Даниэль Дичев · Болгария    | Евгений Сёмочкин · Беларусь Лаша Гурули · Грузия           |
| свыше 100 кг      | Иван Илиев · Болгария      | Нодар Метревели · Грузия    | Юрий Рыбак · Беларусь Размик Тоноян · Украина              |

### Женщины
В соревнованиях приняли участие 66 спортсменок из 18 стран.
| Весовая категория | Золото                             | Серебро                       | Бронза                                                   |
| ----------------- | ---------------------------------- | ----------------------------- | -------------------------------------------------------- |
| до 48 кг          | Галя Захариева · Болгария          | Елена Бондарева · Россия      | Олена Коницкая · Украина Лейла Абасова · Беларусь        |
| до 52 кг          | Анна Харитонова · Россия           | Мария Жарская · Беларусь      | Мария Остапчук · Украина Сосе Баласанян · Армения        |
| до 56 кг          | Надежда Зайцева · Россия           | Лаура Форнье · Франция        | Олеся Савчук · Украина Анна Ригетти · Италия             |
| до 60 кг          | Екатерина Прокопенко · Беларусь    | Анастасия Шинкаренко · Россия | София Цолани · Греция Олена Сайко · Украина              |
| до 64 кг          | Анжела Паим-Красковская · Беларусь | Надежда Герасименко · Украина | Шорена Шарадзе · Грузия Екатерина Оноприенко · Россия    |
| до 68 кг          | Марина Мохнаткина · Россия         | Волха Намазова · Беларусь     | Луиза Гайнутдинова · Украина Аурелия Суките · Литва      |
| до 72 кг          | Татьяна Савенко · Украина          | Галина Амбарцумян · Россия    | Тифани ле Галл · Франция Анжела Морозова · Беларусь      |
| до 80 кг          | Марина Прищепа · Украина           | Светлана Тимошенко · Беларусь | Ирина Алексеева · Россия Тереза Джурова · Болгария       |
| свыше 80 кг       | Анна Балашова · Россия             | Карина Бикюте · Литва         | Елизавета Моисеенко · Беларусь Светлана Ярёмка · Украина |

### Боевое самбо
В соревнованиях приняли участие 63 спортсмена из 15 стран.
| Весовая категория | Золото                        | Серебро                       | Бронза                                                 |
| ----------------- | ----------------------------- | ----------------------------- | ------------------------------------------------------ |
| до 52 кг          | Амыр Бакрасов · Россия        | Сергей Чёрный · Украина       | Йордан Нгуен · Болгария Гинтаутас Каткус · Литва       |
| до 57 кг          | Али Багаутинов · Россия       | Илья Русских · Украина        | Георге Герап · Румыния Мохамед Беттаев · Франция       |
| до 62 кг          | Васелин Иванов · Болгария     | Игорь Северин · Украина       | Давид Селфио · Франция Узаир Лабазанов · Россия        |
| до 68 кг          | Сергей Гречихо · Литва        | Вачик Варданян · Армения      | Артур Тархатов · Россия Антон Бранков · Болгария       |
| до 74 кг          | Александр Панов · Россия      | Эдуард Моравицкий · Беларусь  | Виктор Томашевич · Литва Маврик Насибян · Армения      |
| до 82 кг          | Александр Туровский · Украина | Илиян Эмануилов · Болгария    | Дмитрий Самойлов · Россия Муса Дембеле · Франция       |
| до 90 кг          | Магомед Магомедов · Россия    | Александр Коломиец · Украина  | Себастьян Либебе · Франция Роман Ермолюк · Беларусь    |
| до 100 кг         | Максим Футин · Россия         | Низами Маммадов · Азербайджан | Иван Стоянов · Болгария Имад Бусадака · Франция        |
| свыше 100 кг      | Кирилл Сидельников · Россия   | Владимир Жих · Украина        | Мартин Маринков · Болгария Иоанис Абзуманидис · Греция |